# Tara Duncan
Tara Duncan è una serie di romanzi fantasy creati dall'autrice francese Sophie Audouin-Mamikonian. Presenta le avventure dell'eroina, Tara Duncan, un'adolescente con dei doni. Avventure che si svolgono sia sulla Terra che su Altromondo, il pianeta magico.

## Contesto
La serie ha avuto un grande successo commerciale, raggiungendo le 100 000 copie per volume e raggiungendo regolarmente le classifiche di vendita della letteratura per ragazzi in Francia. È stato tradotto in diciannove lingue e distribuito in ventisette paesi.
Tara Duncan è stata adattata in una serie animata nel 2010 e in un videogioco online nel 2011. La saga sarà adattata in una nuova serie animata, prevista per la fine dell'anno 2021. Questo nuovo adattamento è supervisionato dall'autore.
La serie si colloca tra le serie fantasy giovanili mescolando i codici del fantasy eroico attraverso le missioni di Tara e dei suoi amici in un ambiente ispirato a numerosi miti e leggende (come La Bella e la Bestia, draghi, elfi, ecc.), con quelli del fantasy spaziale, che confronta gli elementi di un universo meraviglioso (magia, creature fantastiche) con quelli della fantascienza (pianeti, astronavi, ecc.).

## Riassunto
Cresciuta da sua nonna nel sud della Francia, Tara condivide un grande segreto con le sue due migliori amiche: ha strani poteri che la infastidiscono più di ogni altra cosa e sui quali non ha assolutamente alcun controllo. La sua vita viene sconvolta quando scopre che sua madre, che credeva morta, è tenuta prigioniera su un pianeta magico chiamato Altromondo, e quando il carceriere di sua madre - Magister - cerca di rapirla. Per garantire la sua sicurezza viene mandata in Altromondo dove scopre le origini della sua famiglia e dei suoi poteri, e incontra amici che le saranno preziosi nella sua lotta contro Magister e gli altri nemici che la ostacolano.

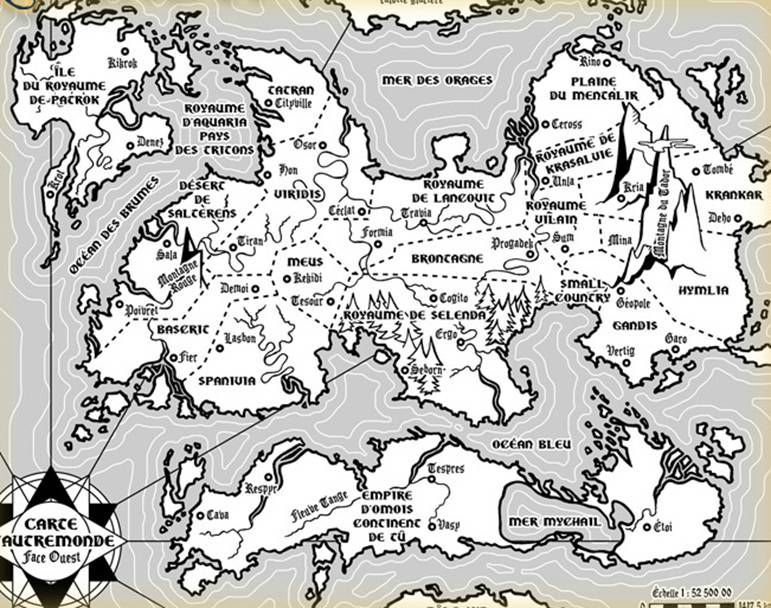
Mappa della parte occidentale dell Altromondo, il pianeta dove si svolgono la maggior parte delle avventure di Tara Duncan.

## Universo della saga
Altromondo è un pianeta magico inventato da Sophie Audouin-Mamikonian e sul quale si svolgono la maggior parte delle avventure della serie Tara Duncan.
È un mondo pericoloso, popolato da varie razze intelligenti e da una moltitudine di animali e piante, tutti influenzati dalla magia.
Nella saga, si specifica che Altromondo è scandito da sette stagioni. Un anno è diviso in quattordici mesi. La maggior parte dei nomi di luoghi, piante e animali sono giochi di parole. I libri sottolineano le dinamiche geopolitiche questo pianeta.
Altromondo e la Terra sono collegati da porte di trasferimento. Questi ultimi usano un metodo di teletrasporto come spesso accade negli universi di fantascienza.
Altromondo è stata la prima pietra della saga, immaginata prima dei personaggi e delle trame che punteggiano la seri di libri,,. Questo approccio alla creazione di un mondo immaginario (wolrdbuilding) è simile a quello di JRR Tolkien e alla precedenza dell'universo della Terra di Mezzo sulle trame che vi si svolgono, o a quello di HP Lovecraft . Questo costruzione del mondo permette alla saga e ai suoi adattamenti di offrire un universo transmediale, dove ogni mezzo offre un punto d'ingresso diverso e singolare nell'universo.

### La Magia

#### I Sortileganti
È così che vengono designati gli individui capaci di praticare la magia. Ci sono diversi gradi di Sortileganti come i Maghi, gli Alti Maghi e Primi Incantatori, che sono gli studenti sotto la supervisione degli Alti Maghi. I magi si specializzano in base alle loro competenze e alle esigenze dei loro capacità e alle esigenze dei loro datori di lavoro. Tutti gli Sortileganti e gli Alti Maghi sono soggetti all'autorità del Gran Consiglio, le cui decisioni hanno la precedenza sulle leggi delle nazioni e dei regni.
Coloro che riffutano l'autorità di questo consiglio sono chiamati i semchanach. Se causano danni agli abitanti della Terra o di OtherWorld, i cacciatori-elfi hanno il compito di richimarli . I semchanach sono i nemici che Tara, Sparrow e Cal devono combattere nella serie animata uscita nel 2010.

#### I familiari
Gli animali domestici sono animali che formano un legame speciale con il Sortileganti di loro scelta. Questo legame permette all'incantatore di comunicare facilmente con il suo animale, che diventa il suo compagno quotidiano e un membro della sua famiglia. I legami sono di solito così forti che se uno muore, l'altro non sopravvive.

## Saga letteraria

### Primo ciclo:Tara Duncan
Il primo ciclo della saga comprende dodici volumi. Il lettore accompagna Tara nelle sue avventure dai dodici ai vent'anni.
Il primo volume è stato pubblicato da Salani nel 2005

#### Volume 1:Tara Duncan,E i Sortileganti (2005)
La trama del primo romanzo introduce Tara, che conduce una vita pacifica e ordinaria sulla Terra. Questa vita tranquilla cambia bruscamente quando Magister cerca di rapire Tara Duncan. Viene spinta nel magico Altromondo, il pianeta da cui proviene ma di cui non sa nulla, mentre i suoi poteri si rifiutano di obbedirle. Alla ricerca di sua madre, un Magister prigioniero da dieci anni, si fa molti amici che l'aiuteranno nella sua ricerca. Dal Limbo a Omois, passando per la Fortezza Grigia, covo di Magister, dovranno affrontare insieme le trame del Maestro dei Sangravi.

## Personaggi

### Personaggi principali
- Tara'tylanhnem T'al Barmi Ab Santa Ab Maru T'al Duncan, conosciuta come Tara Duncan

L'eroina della serie, ha dodici anni all'inizio delle sue avventure. È caratterizzata da un carattere testardo e coraggioso. Cresciuta da una nonna lontana e molto impegnata, è molto indipendente. Nonostante l'assenza dei suoi genitori, che sono morti, trascorre un'infanzia tranquilla a Tagon, un piccolo villaggio immaginario nel sud-ovest della Francia. Su Altromondo, si distingue per poteri particolarmente impressionanti, che riesce a controllare solo con grande difficoltà. Il lettore la accompagna nella sua graduale scoperta del mondo magico e dei suoi codici, che impara a decifrare nel corso del libro. È coraggiosa, intraprendente, leale e ha difficoltà a prendere ordini.
Si distingue fisicamente per i suoi capelli biondi con una striscia bianca sopra la fronte, i suoi occhi blu navy e il suo mento forte. Il suo Familiare è un pegaso chiamato Galant. Alla fine del volume 2, il lettore apprende che è l'ereditiera dell'Impero di Omois, figlia del precedente imperatore, Danviou T'al Barmi Ab Santa Ab Maru, che è fuggito dalle sue responsabilità.
- Caliban Dal Salan, conosciuto come Cal

Cal è il primo Sortileganti del Castello Vivente, il palazzo reale del regno di Lancovit, e un apprendista ladro all'Accademia dei ladri Brevettati di Lancovit. È il più giovane di una famiglia di cinque figli . È un fan dei film della Terra, specialmente di James Bond e Shakira. Ama scherzare ed è accompagnato dal suo familiare, Blondin una volpe rossa. Sotto il suo aspetto pigro e avido, è estremamente competente. È il primo amico che Tara incontra su Altromondo e uno dei suoi più fedeli alleati.
- Gloria Daavil, conosciuta come Sparrow

La migliore amica di Tara, Sparrow è una ragazza molto dolce e balbuziente. È anche la discendente della Bestia, dalla leggenda della Bella e la Bestia, che le permette di trasformarsi in una bestia impressionante a volontà, ed è una delle principesse di Lancovit, nipote della coppia reale. Influenzata dai suoi genitori, che sono studiosi, è una vera e propria enciclopedia di storia, costumi e lingue ultraterrene. È accompagnata dal suo familiare Sheeba, una pantera argentata.
- Robin M'angil

Primo Sortileganti del regno di Lancovit, è soprattutto un mezzo elfo. È figlio di T'andilus M'angil, elfo e capo delle armate di Lancovit, e di Mevora, umana e ricercatrice. È un arciere di talento e un combattente eccezionale, che trae i riflessi sovrumani dalla sua eredità elfica. È anche molto romantico infatti è innamorato di Tara. Soffre di bullismo in un ambiente razzista e non è molto a suo agio con il suo status di razza mista, poiché non è accettato né come elfo né come umano completo. Cal ama prenderlo in giro, approfittando del fatto che ha difficoltà a nascondere le sue emozioni.
- Fabrice de Besois-Giron

Amico d'infanzia di Tara, è il figlio del guardiano della porta di trasferimento del villaggio di Tagon. Avendo subito le emanazioni di quest'ultimo, ha sviluppato poteri magici nonostante discenda da una famiglia di nonsos. È il primo Besois-Giron a diventare un Sortileganti, ma i suoi poteri rimangono molto limitati. Ama giocare a sciarada ed è un ragazzo sensibile.
- Fafnir Fireforge

Nana dai capelli rossi, è la figlia di un capo clan, l'equivalente di una principessa tra i nani. Con sua grande disperazione, è una potente maga, anche se i nani odiano profondamente la magia. Guerriera feroce, non si separa mai dalle sue preziose asce, alle quali dà dei nomi. La sua natura impulsiva e bellicosa non le impedisce di mostrare tenerezza e grande intuito. Il suo familiare è il gattino demoniaco rosa Belzebù.
- Magister

Maestro dei Sangravi, un gruppo dissidente che si oppone ai draghi. È un potente incantatore e un formidabile avversario di Tara, che cerca costantemente di rapire per avere accesso agli oggetti demoniaci che brama e che rimangono irrimediabilmente fuori dalla sua portata. Come gli altri Sangravi, indossa una tunica grigia con un cerchio rosso sul petto. Il suo viso è nascosto sotto una maschera scintillante che cambia colore secondo i suoi umori. Anche se è il nemico giurato di Tara, a volte le dà una mano. È terrificante e divertente allo stesso tempo.
La sua identità è uno dei più grandi misteri della saga.

### Personaggi secondari
- Chemnashaovirodaintrachivu, chiamato Maestro Chem

Il Maestro Chem è un drago che di solito appare come un vecchio mago. Lavora al servizio di Lancovit e aiuta Tara e i suoi amici dall'inizio delle loro avventure.
- Lisbeth'tylanhnem T'al Barmi Ab Santa Ab Maru, conosciuta come Lisbeth

Imperatrice di Omois, Lisbeth è la zia di Tara. Come sua nipote, ha occhi blu marino e capelli biondi, tagliati dalla famosa striscia bianca della loro dinastia. Lisbeth ha un brutto carattere e perde rapidamente la pazienza; può essere spietata. I suoi poteri sono molto forti e la rendono un sovrano temuto e rispettato. Ha anche la reputazione di essere una delle donne più belle dell'Aldilà.
- Angelica Brandaud

Angelica è una prima Sortileganti del Castello Vivente di Lancovit. Prende in antipatia Tara dalla prima volta che si incontrano e si presenta come una ragazza altezzosa. Ha un ruolo ambiguo nella storia. Possiede la Mano della Luce.
- Xandiar

Di razza teppista, è il capo guardia del palazzo imperiale di Omois e responsabile della sicurezza dell'imperatrice, dell'imperatrice e poi di Tara, con sua grande disperazione. Anche se ha difficoltà a trattare con Tara e tutta la Magicgang, che percepisce come facinorosi, finisce per formare un vero rapporto di ammirazione e rispetto per la giovane ereditiera, che lo aiuterà tanto quanto lo farà rodere.

### I Duncan
- Isabella Duncan

La nonna materna di Tara, Isabella, è anche una potente Sortileganti, il cui carattere intransigente è leggendario. Il suo familiare era Mamna, un'enorme tigre del Bengala. Vedova di Menelao Tri Vranril, ha cresciuto Tara dopo il rapimento di Selena. È incaricata della sorveglianza e della cattura degli Sortileganti Semchanach sulla Terra.
- Manitou Duncan

Bisnonno di Tara e padre di Isabella, ottenne l'immortalità grazie ad un incantesimo che purtroppo lo trasformò in un labrador. Amichevole e molto avido, è un membro onorario della Magicgang.

## Adattamenti

### Cartone animato (2010)
La serie, di 26 episodi di 22 minuti, è stata trasmessa in molti paesi.

### Serie di animazione (2021)
Una nuova serie animata è prevista per l'anno 2022 i primi due episodi sono andati in onda il 4 dicembre 2021 in Francia, il sequel è stato annunciato per gennaio 2022.
Questa serie di 52 episodi di 13 minuti seguirà Tara, Cal, Robin e Sparrows su Altromondo durante gli eventi del primo volume della saga.

## Il mondo dei fan
La saga letteraria, che è stata acclamata dai lettori, ha dato origine alla fondazione di una community di appassionati, denominata Taraddicts, dalla contrazione di “Tara” e “addicted” (addicted). Il termine Taraddict designa i fan di Tara Duncan e, più in generale, delle opere di Sophie Audouin-Mamikonian e della stessa autore.

### Produzioni di fan
Come la maggior parte dei fandom, i Taraddict hanno sfruttato gli strumenti del web per progettare e condividere le loro produzioni: serie web amatoriali, fanzine online, finti documentari, finti trailer, webradio, forum di discussione, forum RPG, fanfiction, fanart. . .